# 凶兆 (電影)
《凶兆》（英語：The Omen）是一部1976年英美合製的超自然恐怖電影，由李察·唐納執導，格力哥利·柏、丽·莱米克、大衛·華納、哈維·斯賓塞·史蒂芬斯、帕特里克·特勞頓、比莉·蕙羅、馬田·班遜及尼歐·麥凱恩等主演。本片是凶兆系列的第一部作品。
故事取材自基督教的世界末日論，描述一對英國夫婦察覺到所有與他們兒子有關連的人都死於非命，決定去查探兒子的來歷，卻發現他很可能是撒旦之子。此片與早幾年上映知名度更高的《驅魔人》，共同掀起了一股魔鬼孩童恐怖片的熱潮。《凶兆續集》於兩年後公映。

## 劇情
1966年6月6日上午6時，美國外交官羅伯特在羅馬教會醫院領養了一個孩子，用來冒充妻子凱西剛生下來就夭折的孩子。不久羅伯特接收任命，到英國擔任大使，於是他與妻子及養子戴米安一同前往，從此怪事開始圍繞在他們身邊。戴米安生日那天，保姆霍莉莫名其妙地自殺，一個名叫貝洛的女人自薦，來到羅伯特家中照顧起了戴米安。不久來自羅馬的柏南神父警告羅伯特，戴米安其實是撒旦的兒子，他會想方設法來繼承羅伯特的一切，以便將來可以統治世界，並預言戴米安會讓凱西再次生育。羅伯特一開始並不相信，但是回家後得知妻子果真懷孕了，不僅開始對神父的話半信半疑，但此時報紙上已經登了柏南神父離奇死亡的消息，而凱西也因為在修剪花草時被戴米安撞倒而流產......
攝影師凱斯找到羅伯特，告訴他凡是被害者在照片中都會有一道劃痕，而現在要輪到凱斯了。羅伯特和凱斯一起尋找事情的真相，並從驅魔人手中獲得能夠殺死戴米安的武器，但是凱斯和凱西都無法擺脫被殺害的命運。羅伯特在戴米安身上找到了魔鬼的烙印666，終於相信了他是魔鬼的說法。他殺掉惡魔的僕人貝洛，將戴米安帶往教堂，正當要動手時，員警將羅伯特擊斃。美國政府為羅伯特夫婦舉起了盛大的國葬，而戴米安則成為了總統的養子。

## 演員
- 格力哥利·柏 飾 羅拔·索（Robert Thorn）
- 丽·莱米克 飾 嘉芙蓮·索（Katherine Thorn）
- 大衛·華納 飾 真寧士（Keith Jennings）
- 比莉·蕙羅（英语：Billie Whitelaw）飾 貝洛太太（Mrs. Baylock）
- 哈維·斯賓塞·史蒂芬斯（英语：Harvey Spencer Stephens） 飾 戴米安·索（英语：Damien Thorn）
- 帕特里克·特勞頓 飾 白朗連神父（Father Brennan）
- 馬田·班遜（英语：Martin Benson (actor)） 飾 Spiletto神父
- 尼歐·麥凱恩（英语：Leo McKern） 飾 Carl Bugenhagen（未掛名）
- 荷莉·皮連斯（英语：Holly Palance） 飾 荷莉（Holly），褓姆
- John Stride（英语：John Stride） 飾 精神病醫師
- Anthony Nicholls（英语：Anthony Nicholls (actor)） 飾 Becker醫生
- Robert Rietti（英语：Robert Rietti） 飾 修士
- Tommy Duggan 飾 神父
- Roy Boyd（英语：Roy Boyd） 飾 記者
- Freda Dowie（英语：Freda Dowie） 飾 修女
- Sheila Raynor（英语：Sheila Raynor） 飾 Horton太太
- Robert MacLeod 飾 Horton先生
- Bruce Boa（英语：Bruce Boa） 飾 羅拔·索的助手 1
- Don Fellows（英语：Don Fellows） 飾 羅拔·索的助手 2
- Ronald Leigh-Hunt（英语：Ronald Leigh-Hunt） 飾 在橄欖球賽事的男子（Gentleman at Rugby）

## 外部連結
- 互联网电影数据库（IMDb）上《凶兆》的资料（英文）
- AllMovie上《凶兆》的资料（英文）
- 爛番茄上《凶兆》的資料（英文）